# Троицкий монастырь (Лебедянь)
Лебедя́нский Свято-Тро́ицкий монасты́рь (Яблонева пустынь) — женский православный монастырь Елецкой епархии Русской православной церкви, расположенный на северной окраине города Лебедянь Липецкой области. Включает три храма середины XVII века — собор Живоначальной Троицы и требующие реставрации церкви Успения Пресвятой Богородицы и Илии Пророка. До 2005 года на протяжении всей своей истории монастырь был мужским.

## История
Впервые Яблонева пустынь упоминается в документах разрядного приказа 1626 года, когда строитель монастыря Савватий и священник Иосиф просили земли для братии. В этих же документах просители рассказали, что «монастырь устроен в лесу, в 1622 году построен храм во имя Живоначальной Троицы и Пророка Ильи».
В 1642 году на месте деревянной Троицкой церкви игумен Монасия заложил каменный собор. Во время строительства собора, в 1659 году, татары сожгли Лебедянскую крепость, а вместе с нею и Троицкий монастырь, строительство которого завершил уже другой настоятель игумен Дионисий в 1665 году. После пожара 1659 года в монастыре сооружаются ещё две каменные церкви, и возводится каменная ограда.
В 1678 году монастырь Живоначальной Троицы на Яблоневой поляне по описи имел стену каменную без башен, три каменные церкви: Живоначальной Троицы, Успения Пресвятой Богородицы, Илии Пророка над Святыми вратами. В монастыре числились игумен, одиннадцать человек братьи и два трудника. За монастырем скотной двор и яблоневый сад. Всё это личные царские владения государя Федора Алексеевича.
В 1680 году монастырь был пожалован патриарху Иоакиму, что даёт толчок к развитию его хозяйственной деятельности. В распоряжении монастыря находились несколько сел и деревень, поля и пашни, лес, мельницы, скотные дворы, кузня, многочисленные подворья и лавки, право брать пошлину с монастырских ярмарок, и многое другое.
В ходе секуляризационной реформы в 1764 году (или 1765 году) погоревший незадолго до этого Лебедянский монастырь был упразднён. От огня удалось спасти пожалованную монастырю царем Алексеем Михайловичем икону Святой Троицы — якобы она, будучи перенесенной после пожара в другие храмы, возвращалась на яблоню на месте сгоревшего монастыря.
В 1768 году епископ Воронежский и Елецкий Тихон восстановил Лебедянский монастырь. Однако уже через несколько лет после восстановления обитель пришла в упадок, и в 1775 году в ней состояли игумен, один монах и священник.
В 1775 году монастырь стал штатным третьеклассным, в связи с чем, в него были переведены монахи упразднённого Елецкого Троицкого монастыря. После перевода и до 1798 года Лебедянский монастырь именовался Елецким Троицким. В XIX веке в монастыре велись работы по обновлению и ремонту монастырских храмов и построек, наведения порядка в хозяйстве.

### XX век
В начале XX века в монастыре имелось три каменных храма (соборная Троицкая церковь, Успенская церковь и храм во имя пророка Ильи), а также церковно-приходская школа и богадельня. Монастырем управлял игумен. В 1919 году Лебедянский Троицкий монастырь был официально закрыт, однако монастырская жизнь в нём продолжала существовать до 1929 года. В 1923 году помещения монастыря ввиду их древности и «несомненного культурного достояния» были переданы Лебедянскому музею, а монахи проживали в нём на правах сторожей. В 1929 году Троицкая обитель была окончательно упразднена, монашествующие изгнаны а храмы переданы под «Культурно-просветительные цели». С 1933 года часть построек бывшего монастыря была передана местному сельхоз техникуму.
В годы советской власти древний монастырь потерял богатое внутреннее убранство храмов, часть монастырской стены, древний некрополь.

### Возрождение
В 1970-е — 1980-е годы был предприняты первые попытки восстановления монастыря добровольными краеведческими организациями, но только середину 2000-х годов можно считать началом возрождения обители. В 2005 году по благословению епископа Липецкого и Елецкого Никона в Лебедянском Троицком монастыре возобновлена иноческая жизнь — в нём поселилась небольшая община монахинь. По состоянию на 2022 год надвратная Ильинская церковь по-прежнему находится в аварийном состоянии.
- игумен Иосиф I упом. в 1621 году
- Савватий упом. в 1622—1650 годах
- игумен Манассия упом. в 1642 году
- игумен Дионисий I упом. в 1658—1669 годах
- Филарет I упом. в 1679 году
- игумен Никифор упом. в 1681 году
- схиигумен Иосиф II упом. в 1684 году
- игумен Иосиф III упом. 1688 году
- схиигумен Зосима
- игумен Филарет II упом. 1690—1702 годах
- игумен Дионисий II
- игумен Варсонофий
- игумен Геннадий I
- архимандрит Питирим упом. в 1727 году
- игумен Иона упом. в 1735—1740 годах
- игумен Варлаам I упом. в 1740—1742 годах
- игумен Иоасаф I упом. в 1742—1748 годах
- игумен Иосиф IV упом. в 1744 году
- игумен Антоний упом. в 1748—1754 годах
- игумен Варлаам II упом. в 1758 году
- архимандрит Нифонт упом. в 1759—1766 годах
- игумен Савватий упом. в 1766—1768 годах
- иеромонах Пахомий упом. в 1768—1769 годах
- игумен Венедикт упом. в 1769—1776 годах
- игумен Климент упом. в 1776—1787 годах
- игумен Самуил упом. в 1787—1796 годах
- архимандрит Агапит упом. в 1796—1798 годах
- архимандрит Пимен упом. в 1798—1806 годах
- архимандрит Геннадий II упом. в 1807—1810 годах
- архимандрит Иероним I в 1810—1811 годах
- игумен Досифей упом. в 1811—1829 годах
- игумен Никандр упом. в 1829—1832 годах
- игумен Лаврентий упом. в 1832—1835 годах
- игумен Никон упом. в 1835—1840 годах
- иеромонах Герасим упом. в 1840—1844 годах
- игумен Сергий упом. в 1844—1858 годах
- игумен Иоасаф II упом. в 1858—1859 годах
- игумен Иоасаф III упом. в 1859—1874 годах
- архимандрит Валентин упом. в 1874—1876 годах
- архимандрит Иерононим II упом. в 1876 году
- архимандрит Павел упом. в 1877—1884 годах
- игумен Тихон упом. в 1884—1886 годах
- архимандрит Полиевкт (Пясковский) упом. в 1886—1888 годах
- игумен Паисий упом. в 1888—1892 годах
- игумен Митрофан упом. в 1892—1900 годах
- игумен Николай упом. в 1900—1905 годах
- игумен Порфирий упом. в 1905—1908 годах
- игумен Филипп упом. в 1909—1913 годах
- игумен Иаков упом. в 1914—1916 годах